# 索叙尔莱瓦讷
索叙尔莱瓦讷（法語：Saulxures-lès-Vannes，意为“瓦讷附近的索叙尔”）是法国默尔特-摩泽尔省的一个市镇，位于该省西南部，属于图勒区。该市镇总面积18.04平方公里，2009年时的人口为360人。

## 人口
索叙尔莱瓦讷人口变化图示